# TiVo

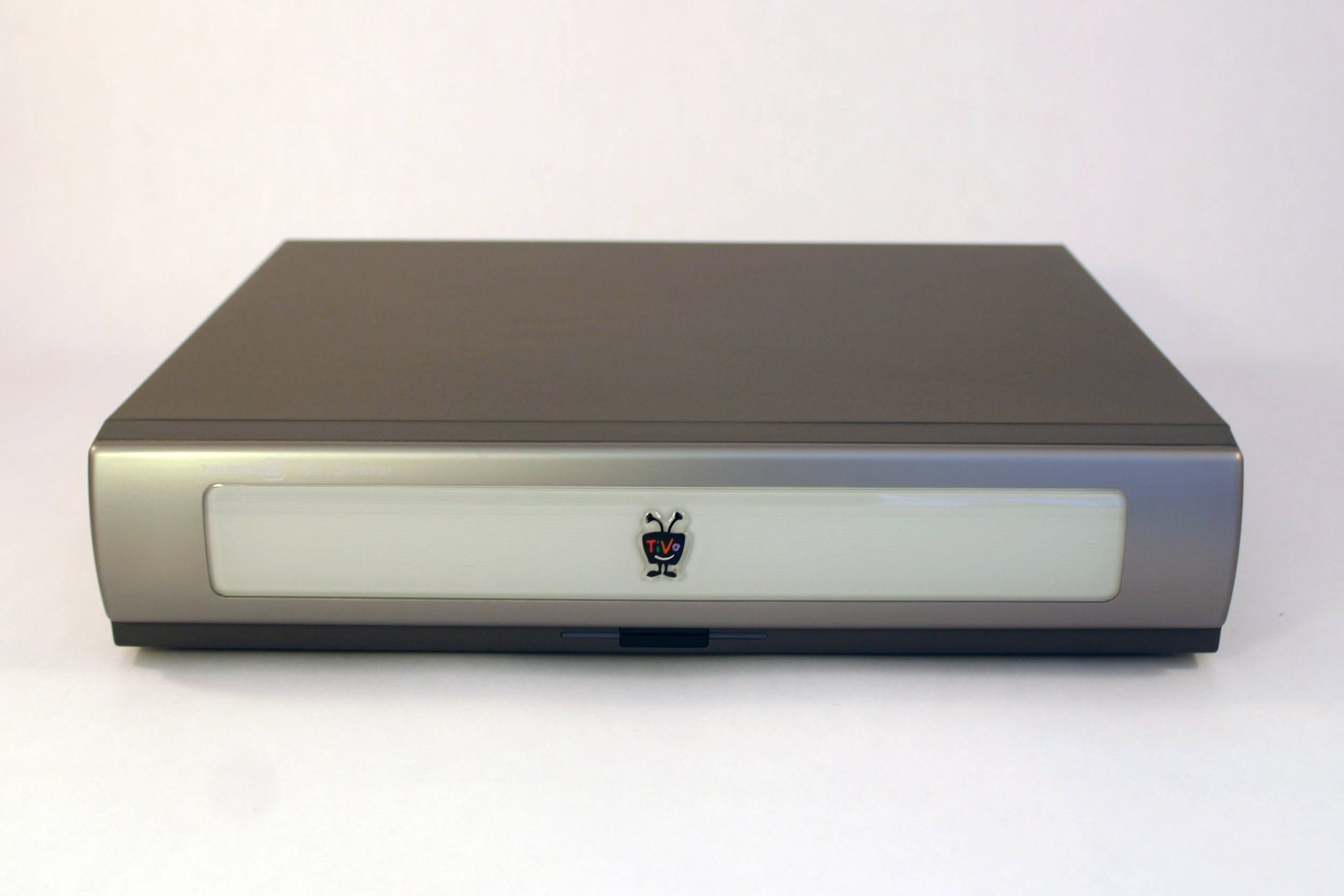
TiVo Series2

Der TiVo (Television Input / Video Output) Personal Video Recorder war die in den USA am weitesten verbreitete Festplatten-Set-Top-Box. Das Gerät wurde von Philips entwickelt, aber ausschließlich über Dritte vermarktet.
Mit dem TiVo kann man Fernsehsendungen auf einer Festplatte speichern und bei Bedarf wieder ansehen. Es gibt einen umfangreichen elektronischen Programmführer (EPG) mit integrierter Serienaufnahmefunktion (Season Pass). Der Hersteller der Set-Top-Box ist die gleichnamige Firma TiVo Inc.
In den USA hat TiVo eine solche Popularität erlangt, dass der Name TiVo synonym für Festplattenrekorder und den Vorgang des Aufzeichnens verwendet wird. Der Dienst steht zurzeit nur in den USA, Kanada, Australien, Taiwan, Mexiko, Spanien, Großbritannien und in Schweden zur Verfügung. Außer zeitversetztem Fernsehen gibt es eine intelligente Lernfunktion, die Fernsehsendungen nach dem Geschmack des Besitzers aufzeichnet.

## Kritik
Der Hersteller erlangte zweifelhafte Berühmtheit durch die „Tivoisierung“ seiner Geräte, d. h., dass die eigentlich freie Software auf den Geräten nur mit der Signatur des Herstellers von der Hardware ausgeführt wird. Zudem war der mit der Programmvorschau/den Empfehlungen verbundene Dienst gebührenpflichtig und erforderte eine Telefon-/Internetverbindung. Dadurch waren für TiVo die Sehgewohnheiten und Vorlieben seiner Nutzer transparent. Als 2004 während der Halbzeit-Schau des Super Bowl kurz Janet Jacksons Brust zu sehen war, vermeldete TiVo danach, dass dies die seinerzeit am häufigsten von den Nutzern betrachtete/wiederholte Szene gewesen sei.